# Et alors ! (album)
Pour les articles homonymes, voir Et alors !.
Albums de Melissa Mars
La reine des abeilles
(2005)
Et alors ! est le premier album de la chanteuse Melissa Mars, sorti le 1er avril 2003.

## Titres
| No  | Titre                        | Auteur                                                   | Durée |
| --- | ---------------------------- | -------------------------------------------------------- | ----- |
| 1.  | Et alors !                   | Lilas Klif / François Bernheim                           | 3:36  |
| 2.  | Papa m'aime pas              | Lilas Klif / François Bernheim                           | 3:46  |
| 3.  | J'attends que tu te déclares | Lilas Klif / François Bernheim                           | 3:07  |
| 4.  | Je fais peur aux garçons     | Chrystel Guastadini / François Bernheim                  | 3:28  |
| 5.  | Pull over                    | Christian Bouclier / François Bernheim                   | 2:47  |
| 6.  | P'tits plaisirs              | Nathalie Mauger / François Bernheim                      | 3:43  |
| 7.  | Pleurer en silence           | Pierre Palmade / François Bernheim                       | 3:02  |
| 8.  | Chapitre toi                 | Eliza Dalan / François Bernheim                          | 3:47  |
| 9.  | Strip tease                  | Jean-Claude Collo & Alexandre Hashed / François Bernheim | 3:17  |
| 10. | Quelqu'un                    | Lilas Klif / François Bernheim                           | 3:25  |
| 11. | Maman s'est barrée           | Lilas Klif / François Bernheim                           | 7:33  |

## Singles
- Papa m'aime pas
- Et alors !
- Quelqu'un